# Aulum-Haderup
Aulum-Haderup is een voormalige gemeente in Denemarken. De oppervlakte van de gemeente bedroeg 247,28 km². De gemeente telde 6730 inwoners waarvan 3433 mannen en 3297 vrouwen (cijfers 2005). De hoofdplaats van de gemeente was Aulum.
Bij de bestuurlijke hervorming per 1 januari 2007 is Aulum-Haderup gevoegd bij de vergrote gemeente Herning.